# Szilágyi György (sakkozó)
Szilágyi György (Budapest, 1921. július 4. – 1992. szeptember 30.) magyar sakkozó, nemzetközi mester, sakkolimpiai bronzérmes.

## Sakkpályafutása
Első sikereit a magyar csapatbajnokságon az MTK színeiben érte el 1937-ben.
12-szer jutott be a magyar sakkbajnokság döntőjébe, legjobb eredményét 1955-ben érte el, amikor Barcza Gedeon és Szabó László mögött Benkő Pállal holtversenyben a 3. helyen végzett. Az 1957. évi magyar bajnokságon a 4. helyet szerezte meg Barcza Gedeon, Bilek István és Benkő Pál mögött.
1956-ban kapta meg a nemzetközi mesteri címet. 1957-ben részt vett a Szófiában rendezett világbajnoki zónaversenyen, ahol a 6. helyet szerezte meg.
A Budapest-bajnokságon 1961-ben az 1-3., 1972-ben 3., 1973-ban 2-3. helyet szerezte meg. 
Az 1964-es sakkcsapat Európa-bajnokságon egyéniben a mezőny 3. legjobb eredményét érte el.

### Olimpiai szereplése
Az 1956-os moszkvai sakkolimpián bronzérmet szerzett magyar válogatott tagja volt. Olimpiai szereplése emlékét a világon egyedülálló sakkolimpiai emlékmű őrzi Pakson.

### Kiemelkedő versenyeredményei
- 1950: Magyar bajnokság döntő, 5. helyezés[8]
- 1951: 3. helyezés, Sopot[9]
- 1955: 3. helyezés, Magyar bajnokság döntő[10]
- 1965: 1. helyezés, IBM „B” verseny, Amszterdam (9 játszmából 8 ponttal)[11]
- 1965: 3-4. helyezés, Reggio Emilia[12]
- 1968: 2-4. helyezés, Lublin
- 1969: 1. helyezés, Párizs
- 1969: 1. helyezés, Bagneux
- 1969: 2-3. helyezés, Ótátrafüred[13]
- 1974: 2. helyezés, Wrocław
- 1975: 1. helyezés, Primorszko
- 1976: 2-4. helyezés, Pamporovo-Szmoljan
- 1976: 4. helyezés, Salgótarján[14]
- 1978: 2. helyezés, Krosno

### Játékereje
A Chessmetrics historikus pontszámításai szerint a legmagasabb Élő-pontszáma 2567 volt 1957. decemberben, amellyel akkor 86. volt a világranglistán. A legelőkelőbb helyezése a világranglistán a 83. volt, amelyet 1958. áprilisban ért el. A legmagasabb egyénileg teljesített teljesítményértéke 2627 volt, amelyet 1955-ben a magyar bajnokság döntőjében ért el.

## Díjai, elismerései
- A Magyar Népköztársaság Érdemes Sportolója (1954)[15]